# 陰陽師☆安倍晴明〜王都妖奇譚〜
『陰陽師☆安倍晴明〜王都妖奇譚〜』（おんみょうじ あべのせいめい おうとあやかしきたん）は、2002年7月2日から7月30日までフジテレビ系火曜時代劇で放送されたスーパー時代劇第1弾。全5話。原作は岩崎陽子『王都妖奇譚』（秋田書店 プリンセスコミックス刊）。

## 概要
安倍晴明と、都を滅ぼそうとする橘影連との対決がドラマの軸足になっている。
特撮に尾上克郎や原口智生が参加し、特撮やコンピュータグラフィックスなどを多用した映像表現に注力している。

## 放送リスト(サブタイトルリスト)
参照：『宇宙船 YEAR BOOK 2003』
| 放送日  | サブタイトル             | 脚本     | 演出     | ゲスト                                                   |
| ------- | ------------------------ | -------- | -------- | -------------------------------------------------------- |
| 7月2日  | 其の一『王都最大の危機』 | 冨岡淳広 | 林徹     | 窪田弘和、西村正樹、婆裟羅天明                           |
| 7月9日  | 其の二『王都への怨み』   | 長田敏靖 | 林徹     | 山口馬木也、江戸松徹、芸利古雄、瀬木一将、森聖二、岩田清 |
| 7月16日 | 其の三『もののけの子』   | 三浦浩児 | 田島大輔 | 中丸新将、木村多江、白川みなみ                           |
| 7月23日 | 其の四『親友の死』       | 佐藤和治 | 酒井信行 | 佐藤友紀、楠年明、吉水孝宏、山内明日                     |
| 7月30日 | 其の五『最後の賭け』     | 冨岡淳広 | 林徹     | 田中弘史、下元年世                                       |

## キャスト
- 安倍晴明：三上博史
- 藤原将之：保坂尚輝
- 橘影連：陣内孝則
- 藤原彩子：羽田美智子
- 藤哉：山田孝之
- 賀茂忠行：筒井康隆
- 藤原光弘：木下ほうか
- 小野氷月：加藤貴子
- 千早：野波麻帆
- 帝：花田裕之
- 賀茂保憲：段田安則
- ナレーション：小林清志

- 孝俊：西守正樹
- 雪野：佐藤綾
- 志乃：長瀬有紀子

## スタッフ
- シリーズ構成：冨岡淳広
- 脚本：冨岡淳広/長田敏靖/三浦浩児/佐藤和治
- プロデュース：保原賢一郎/後藤博幸/足立弘平
- 演出：林徹/田島大輔/酒井信行
- 音楽：石田勝範
- 主題歌：BOOM BOOM SATELLITES『BLINK』
- オリジナルサウンドトラック：Soffio Records（Sony Music Records）
- 殺陣:高瀬将嗣
- 特撮アドバイザー：尾上克郎
- 特殊メイク：原口智生
- 技術協力：IMAGICAウエスト
- 制作協力：松竹/松竹京都映画

## パチンコ
2005年、SANKYOがドラマを題材にパチンコ機『CRフィーバー陰陽師』を製作した。
三上博、保坂尚希など本作出演者の映像が用いられた。